# Néouvielle
Néouvielle este o arie protejată (sit de importanță comunitară — SCI) din Franța întinsă pe o suprafață de 6.176 ha, integral pe uscat.

## Localizare
Centrul sitului Néouvielle este situat la coordonatele 42°51′54″N 0°09′02″E / 42.865°N 0.15056°E.

## Înființare
Situl Néouvielle a fost declarat arie specială de conservare în baza directivei 92/43 din 1992 referitoare la conservarea habitatelor naturale și a faunei și florei sălbatice pentru a proteja 3 specii de plante și 5 specii de animale.

## Biodiversitate
Situată în ecoregiunea alpină, aria protejată conține 16 habitate naturale: Râuri de munte și vegetația lor lemnoasă cu Salix elaeagnos, Pajiști alpine și boreale, Pajiști silicioase din Pirinei cu Festuca eskia, Turbării active, Mlaștini turboase de tranziție și turbării mișcătoare, Pante stâncoase silicioase cu vegetație casmofită, Păduri montane și subalpine de Pinus uncinata (* dezvoltate pe substrat gipsos sau calcaros), Ghețari permanenți, Grohotișuri termofile și vest-mediteraneene, Roci stâncoase cu vegetație pionieră de Sedo-Scleranthion sau Sedo albi-Veronicion dillenii, Pajiști uscate europene, Ape stătătoare oligotrofe până la mezotrofe, cu vegetație de Littorelletea uniflorae și/sau de Isoëto-Nanojuncetea, Grohotișuri silicioase de la nivelul montan până la nivelul zăpezii (Androsacetalia alpinae și Galeopsietalia ladani), Formațiuni ierboase bogate în specii de Nardus, dezvoltate pe substraturi silicioase în zone montane (și în zone submontane, în Europa continentală), Mlaștini alcaline, Liziere de ierburi înalte hidrofile de câmpie și de nivel montan până la alpin.
La baza desemnării sitului se află mai multe specii protejate:
- plante (3): Androsace pyrenaica, Buxbaumia viridis, Orthotrichum rogeri
- mamifere (4): liliac cârn (Barbastella barbastellus), Galemys pyrenaicus, liliac cu urechi mari (Myotis bechsteinii), liliac cărămiziu (Myotis emarginatus)
- reptile (1): Iberolacerta bonnali

Pe lângă speciile protejate, pe teritoriul sitului au mai fost identificate 6 specii de plante, 2 specii de păsări, 2 specii de amfibieni, 7 specii de mamifere, 2 specii de nevertebrate.